# Animaniacs: The Great Edgar Hunt
Animaniacs: The Great Edgar Hunt est un jeu vidéo d'action-aventure développé par Warthog et édité par Ignition Entertainment. Il est sorti en 2005 sur GameCube, PlayStation 2 et Xbox. Il est basé sur la série animée les Animaniacs de la Warner Bros,,.